# Jebrail (quận)
Jebrail (tiếng Azerbaijan:Cəbrayıl) là một quận thuộc Azerbaijan. Dân số thời điểm năm 2012 là 59318 người.